# Colin Bell
Colin Bell (Hesleden, 26 de fevereiro de 1946 – 5 de janeiro de 2021) foi um futebolista britânico que atuou como meia.

## Carreira
Bell atuou no Manchester City por treze anos, jogando 492 partidas e marcando 152 gols. Com o clube, conquistou a temporada 1967-68 da primeira divisão, além dos títulos da Copa da Inglaterra, da Taça dos Clubes Vencedores de Taças e da Copa da Liga.
Fez parte do elenco da Seleção Inglesa de Futebol que disputou a Copa do Mundo de 1970.

## Títulos
Manchester City
- Campeonato Inglês: 1967–68
- Campeonato Inglês Segunda Divisão: 1965–66
- Copa da Inglaterra 1968–69
- Supercopa da Inglaterra: 1968 e 1972
- Copa da Liga Inglesa: 1969–70 e 1975–76
- Recopa Europeia: 1969–70

## Morte
Bell Morreu em 5 de janeiro de 2021, aos 74 anos.